# Packet of Three
Packet of Three je vůbec první vydané album skupiny Squeeze. Jedná se o EP, vydané v červenci 1977 u vydavatelství Deptford Fun City Records. Album produkoval John Cale. V reedici album vyšlo v listopadu 1979. Deska byla nahrána ve studiu Surrey Sound ve městě Leatherhead. Prodalo se 25 tisíc kusů desky.

## Seznam skladeb
Autory všech skladeb jsou Chris Difford a Glenn Tilbrook.
| Pořadí         | Název          | Délka |
| -------------- | -------------- | ----- |
| 1.             | Cat on a Wall  | 3:10  |
| 2.             | Night Ride     | 3:02  |
| 3.             | Back Track     | 2:21  |
| Celková délka: | Celková délka: | 8:33  |

## Obsazení
- Glenn Tilbrook – zpěv, kytara
- Chris Difford – zpěv, kytara
- Harri Kakoulli – baskytara
- Jools Holland – klávesy
- Gilson Lavis – bicí